# Балканоромська мова

Розповсюдженість балканоромської мовної групи

Балканоромська мова (також відома як балканоциганська мова) — група говірок, діалектний континуум, використовувана ромськими громадами Балканів у таких країнах, як Албанія, Боснія і Герцеговина, Болгарія, Греція, Косово, Північна Македонія, Румунія, Сербія, Туреччина, Чорногорія тощо. Балканоромська мова є типовою усною мовою. Загалом залишилося близько 763 670 мовців.

## Класифікація
Індоєвропейські мови
Індоіранські мови
Індоарійські мови
Проміжні відділи
Західна зона
Ромські мови
Балканоромська мова

## Історія
Більшість людей, які розмовляють балканоромськими мовами, — це самі роми. Ще одне значення приставки «ром» — це хтось ромської етнічної приналежності. Самі ж роми за загальнонауковою думкою є індійського походження. Балканоромські мовці протягом багатьох років постійно мігрували всією Європою, через що з часом утворилися різноманітні говірки-діалекти. Хоча ромські народи походять із західної півночі Індії, наразі їхньою основною домівкою стала саме Європа.

## Діалекти
На балканських говірках, також звані Балкани I, говорять в Албанії, Болгарії, Греції, Ірані, Косові, Молдові, Північній Македонії, Румунії, Сербії, Туреччині, Чорногорії, а також Україні. До цієї групи належать, серед іншого, ромські говірки народів Арлі (Греція, Косово, Північна Македонія), Сепечідес (Греція, Туреччина), Урсарі (Молдова, Румунія) та кримських ромів (Україна).
Діалекти Зіса, які також називаються Балканами II, є окремим підрозділом у межах балканської групи: говірки буґурджи, дріндари та калайджи поширені у Північній Македонії, Косові та північній і центральній Болгарії.
Ельшик використовує таку класифікацію діалектів (географічний розподіл за Я. Матрасом):
| Підгрупа           | Діалект             | Місце                                                            |
| ------------------ | ------------------- | ---------------------------------------------------------------- |
| Південнобалканські | Прізренський        | Косово                                                           |
|                    | Арлі                | Греція, Албанія, Північна Македонія, Косово                      |
|                    | Прілепський         | північна Македонія                                               |
|                    | Kyrymitika          | Україна                                                          |
|                    | Софійський Ерлі     | Софія (Болгарія)                                                 |
|                    | Зарґарський         | Іран                                                             |
|                    | Сепечи (Sepeči)     | північна Греція, Туреччина                                       |
|                    | Румелійський        | Європейська частина сучасної Туреччини, історично звана Румелією |
| Північнобалканська | Буґурджі (Bugurdži) | Північна Македонія, Косово                                       |
|                    | Razgrad Drindari    | північно-східна Болгарія                                         |
|                    | Pazardžik Kalajdži  | Болгарія та іммігранти у Північній Македонії та Косові           |

## Фонологія
Звуковий склад ромської мови суттєво не відрізняється від інших європейських мов, переважна більшість яких належить до індоєвропейської родини.
Приголосна система балканоромської мови виділяється серед європейських мов однією важливою особливістю: наявністю придихових проривних приголосних, притаманні для індійських мов.

### Приклади
| Ромською Буґурджи (Пн. Македонія) | Ромською Арлі (Пн. Македонія) | Українською            |
| --------------------------------- | ----------------------------- | ---------------------- |
| Lačho [to] saba[h]i.              | Lačho [o] sabalje.            | Доброго ранку.         |
| Lačho [to] zi[e]s.                | Lačho [o] dive.               | Доброго дня.           |
| Lačhi [ti] rat.                   | Lačhi [i] rat.                | Добраніч.              |
| Sar isi to anav?                  | Sar si tiro anav?             | Як тебе звати?         |
| Mo anav isi Elvis.                | Mo anav si Elvis.             | Моє ім'я Елвіс.        |
| Isinom lošalo kaj avdom tut!      | Šukar te dikhav tut!          | Приємно познайомитися! |
| Isinan prandime?                  | Sijan li romnjakoro?          | Чи ти одружений?       |
| Va, me isinom prandime.           | Va, me sijum romnjakoro.      | Так, я одружений.      |
| Na, me isinom biprandime.         | Na, me sijum biromnjakoro.    | Ні, я неодружений.     |
| Me isi man raklija.               | Me si ma raklija.             | Я маю дівчину.         |

| Цифри | Ромською (транскрипція)   | Буквальний переклад |
| ----- | ------------------------- | ------------------- |
| 1     | jekh (єкх)                | 1                   |
| 2     | duj (дуй)                 | 2                   |
| 3     | trin (трін)               | 3                   |
| 4     | štar (штар)               | 4                   |
| 5     | panc (панц)               | 5                   |
| 6     | šov (шов)                 | 6                   |
| 7     | eftá (ефтá)               | 7                   |
| 8     | oxtó (охтó)               | 8                   |
| 9     | enjá (еня́)                | 9                   |
| 10    | deš (деш)                 | 10                  |
| 11    | dešujekh (дешуєкх)        | 10 + 1              |
| 12    | dešuduj (дешудуй)         | 10 + 2              |
| 13    | dešutrín (дешутрі́н)       | 10 + 3              |
| 14    | dešuštár (дешушта́р)       | 10 + 4              |
| 15    | dešupánc (дешупа́нц)       | 10 + 5              |
| 16    | dešušóv (дешушо́в)         | 10 + 6              |
| 17    | dešueftá (дешуефта́)       | 10 + 7              |
| 18    | dešuoxtó (дешуохто́)       | 10 + 8              |
| 19    | dešuenjá (дешуеня́)        | 10 + 9              |
| 20    | biš (біш)                 | 20                  |
| 21    | biš-te-jekh (біш-те-єкх)  | 20 і 1              |
| 22    | biš-te-duj (біш-те-дуй)   | 20 і 2              |
| 23    | biš-te-trin (біш-те-трін) | 20 і 3              |
| 24    | biš-te-štar (біш-те-штар) | 20 і 4              |
| 25    | biš-te-panc (біш-те-панц) | 20 і 5              |
| 30    | tranda (транда)           | 30                  |
| 40    | saranda (саранда)         | 40                  |
| 50    | pinda (пінда)             | 50                  |
| 100   | šol (шол)                 | 100                 |

## Словниковий запас
Турецький лексичний вплив є визначальною і надзвичайно важливою частиною ромських говірок на Балканах. Утім більшість слів мають перське походження. Позики перської, вірменської та візантійської грецької мови складають доєвропейський словниковий запас. Зрештою, важко простежити певне походження усіх слів, оскільки слова балканських ромів походять з багатьох джерел, а джерела цих мов створюють складну головоломку.

## Граматика
Турецька граматика відіграла велику роль у балканоромській мові. Використання турецького дієвідмінювання широко вбудовано у балканоромське словотворення та часто важко визначити різницю між граматикою двох мов. Частка балканоромської граматики походить із турецьких усних парадигм поряд з неабияким грецьким впливом, саме тому багато фахівців розглядають мову як "змішану", і тому важко зрозуміти, де одна мова закінчується, а інша починається. Усі ромські говірки використовують грецькі іменні закінчення чоловічого роду.

### Морфологія
На морфологію балканоромської мови знову-таки сильно вплинули як турецька, так грецька мови. Багато людей розглядають цю мову як своєрідний плавильний котел, оскільки вона зазнала так багато різних впливів. Хоча турецька та грецька мови найбільше вплинули на балканоромську мову, також і йнші мови, такі як вірменська, брали у цьому участь. Частка підґрунтя балканромських мов походить від середньовічних мов північній Індії.

## Зовнішні посилання
- (англ.) "Ромська мова в Македонії у третьому тисячолітті: прогрес і проблеми" [Архівовано 10 травня 2013 у Wayback Machine.], Віктор Фрідман.
- (англ.) "Ромська мова в Республіці Македонія: статус, використання та соціолінгвістична перспектива, Віктор Фрідман.
- (англ.) Майбутнє мови [Архівовано 11 грудня 2019 у Wayback Machine.]
- (англ.) Good News ROMANI, BALKAN: Трейлер фільму про народ та мову Урсарі [Архівовано 20 березня 2022 у Wayback Machine.]
- (англ.) Ромська мова - Урок 1. Основни спілкування (частина 1) [Архівовано 20 березня 2022 у Wayback Machine.]
- (англ.) Ромська мова - Урок 1. Основни спілкування (частина 2) [Архівовано 20 березня 2022 у Wayback Machine.]